# 小寧州
小寧州，元置，屬保寧路，後併入閬中縣。遺址在荔枝場，今平昌縣江口鎮楊柳村「小寧城遺址」兩門右側石壁鐫刻的《小寧州記》。